# ديف بالدوين
ديف بالدوين (بالإنجليزية: Dave Baldwin)‏ هو لاعب كرة قاعدة أمريكي، ولد في 30 مارس 1938 في توسان في الولايات المتحدة.

## وصلات خارجية
- ديف بالدوين على موقعبيزبول رفرنس.كوم (الدوري الرئيسي) (الإنجليزية)
- ديف بالدوين على موقعبيزبول رفرنس.كوم (الدوري الثانوي) (الإنجليزية)
- ديف بالدوين على موقع جمعية أبحاث البيسبول الأمريكية (الإنجليزية)
- ديف بالدوين على موقع مشجعي الرسوم البيانية (الإنجليزية)